# Bombardeo en alfombra
El bombardeo en alfombra (del inglés carpet bombing) también llamado bombardeo de área o bombardeo de saturación, consiste en el bombardeo táctico de una zona, por medio de gran cantidad de bombas de caída libre, a menudo combinadas con bombas incendiarias. El objetivo táctico de este tipo de bombardeo es la destrucción total de la zona objetivo, ya sea para eliminar personal o material militar, para generar pánico en la población civil y/o para desmoralizar al enemigo.
Si bien normalmente se realiza mediante bombarderos volando a gran altitud, también se ha llevado a cabo mediante el lanzamiento de obuses de artillería (terrestre o naval) en una zona determinada.
Dicha táctica se empleó por primera vez en forma masiva y sobre ciudades con mayoría de población civil durante la guerra civil española, cuando la Legión Cóndor, integrante del bando sublevado, bombardeó las ciudades de Durango y Guernica en marzo y abril de 1937. Luego, en la batalla de El Mazucu en septiembre de 1937 y en Barcelona en marzo de 1938. 
Uno de los bombardeos en alfombra más conocidos, por el número de víctimas civiles causadas y por su impacto político-militar, es el que hicieron la RAF y la USAAF sobre la ciudad de Dresde durante la Segunda Guerra Mundial.